# De split-erwt
Tom Poes en de split-erwt of kortweg De split-erwt is het 73ste verhaal uit de Bommelsaga, geschreven en getekend door Marten Toonder. Het verhaal verscheen voor het eerst op 2 januari 1957 en liep tot 16 februari van dat jaar.
Centraal thema in het verhaal is uranium. Uit het verhaal kan geconcludeerd worden, dat Toonder toen hij midden in de periode van de Koude Oorlog dit verhaal schreef, de kernenergie en met name de toepassing daarvan voor nucleaire wapens, als een grote bedreiging (de allegorie van de draak) voor de wereld zag.

## Samenvatting
Heer Bommel en Tom Poes ontdekken in het bos zwarte bloemen. Ze ontmoeten dokter Pas, die zeer geïnteresseerd is. Hij weet later de hele plant op te graven, maar daarbij komt er ook een draak tevoorschijn. Professor Prlwytzkofsky constateert later dat de bloem radioactief is. Wie de bloem en draak bezit heeft alle macht van de wereld in handen. Heer Bommel weet beide in handen te krijgen en kan daardoor Hocus Pas verslaan, waarna Tom Poes de draak onschadelijk maakt.

## Trivia
Dr. Joost Meerloo schreef in 1956 in zijn boek The Rape of the Mind "a world ... inhabited by atomic dragons and hydrogen monsters" (p.132).